# デジタルエンジン
デジタルエンジン（Digital Engine）は、バンダイおよびバンダイビジュアルが1997年に発表した映像コンテンツ開発プロジェクト。「エンジン」はアナログ的な人間の感覚を指し、アニメーションや特撮の手法・センスを最先端のデジタル技術と融合し、新しい表現方法を切り開いていこうという意味がある

## 概要
バンダイグループが、次世代の映像創世を行うべく、1999年をターゲットに開始した「プラン99」プロジェクトが、名を変え動き出した企画案の総称。ハリウッドにて巨額の資本を投じたCG映像革命が進行する中、『AKIRA』の大友克洋と『GHOST IN THE SHELL / 攻殻機動隊』の押井守というジャパニメーションの旗手を擁し、国内で培われたアナログ制作技法にデジタル技術を導入して、世界マーケットを視野に入れたエンターテインメントの創出を目指した。制作システムの開発、スタッフの教育、ビジネスモデルの確立なども含まれる大型プロジェクトであり、押井は「でっかい映画を作ってほしい」「予算は60億円手配した」と声を掛けられたという。
1997年7月、東京都杉並区に制作拠点となるデジタルエンジン研究所（Digital Engine Laboratory）を設立。同年10月28日に赤坂プリンスホテルで「デジタルエンジン構想」の発表会を行い、プロジェクト総責任者の渡辺繁（バンダイビジュアル社長）が概要を説明し、大友監督の『スチームボーイ』（1999年公開予定、製作費16億円）と押井総監督の『G.R.M.』（2000年公開予定・製作費24億円）の製作を発表した。当時は『もののけ姫』の大ヒットなどもあってマスコミの関心度は高く、スポーツ新聞には「ハリウッドに喧嘩を売る」などと威勢よく書かれた。
渡辺は海外展開を見据えて、『タイタニック』のジェームズ・キャメロン監督にデジタルエンジン構想への協力を依頼した。キャメロンは意欲を見せたが、「尊敬する大友・押井両監督に対して、プロデューサーとして指示することはできない」との理由で辞退した。
その後、セガ・バンダイの合併計画の白紙撤回や、企画内容の見直しなどにともないプロジェクトは縮小される。実写とアニメ・特撮・CGを融合する野心的な作品だった『G.R.M.』は、予算縮小を経て1999年に企画自体が凍結された。押井はバンダイビジュアル他の出資で代わりの映画を撮り、2001年に『アヴァロン』として公開された（準備稿はデジタルエンジン名義となっている）。その後、凍結されていたG.R.M.は再始動を経て、2015年に『ガルム・ウォーズ』として公開された。
『スチームボーイ』は制作会社がスタジオ４℃からサンライズに変わり、デジタルエンジン研究所は「スチームボーイスタジオ」に改称。総製作費24億円を費やし、当初の予定よりも5年遅れて2004年に公開された。スチームボーイスタジオはサンライズ荻窪スタジオ→練馬スタジオとなり、CG制作の特徴を活かして『SDガンダム三国伝』『FREEDOM-PROJECT』『革命機ヴァルヴレイヴ』などを制作した。
また、大友が脚本を担当する『メトロポリス』（りんたろう監督作）は2001年に公開された。

## 参加作品
- ガメラ3_邪神覚醒

## 作られる予定だった作品
- G.R.M. THE RECORD OF GARM WAR（ガルム戦記）